# Macrodanuria phasmoides
Macrodanuria phasmoides är en bönsyrseart som beskrevs av Sjöstedt 1900. Macrodanuria phasmoides ingår i släktet Macrodanuria och familjen Mantidae. Inga underarter finns listade i Catalogue of Life.